# Transdata
Transdata ist eine hierarchielose Netzwerkarchitektur der Firma Siemens und wurde in den 1970er Jahren entwickelt. Diese Netzwerkarchitektur wurde als proprietäre Architektur für die Kommunikation in verteilten Systemen verwendet. Dabei handelt es sich gleichermaßen um ein universelles Kommunikationskonzept als auch um eine Netzwerkarchitektur. Dieses Kommunikationskonzept repräsentiert Zielvorstellungen und Bauplan zur Lösung von Kommunikationsaufgaben, die Netzarchitektur bildet das Regelwerk für die Protokolle und Schnittstellen.
Sie diente unter anderem zur Kommunikation zwischen Rechnern der Betriebssysteme BS2000, Sinix (interaktiv) sowie zur Kommunikation zu proprietären Rechnersystemen von Siemens wie EWSD bis mindestens 2003. Als Betriebssystem fungierte PDN, später gab es auch eine BS1000-Implementierung. Das Transdata-System verfügte über ein eigenes Diskettenformat, das jedoch teils von anderen Rechnern wie der 6000 oder 7000-Serie gelesen werden kann. Die Kommunikation erfolgte jedoch in der Regel direkt untereinander oder über das Netzwerk per DFÜ.
Der Einzelerfassungsplatz 9210 sowie der Tandemerfassungsplatz 9212 der Serie Transdata 920 wurden 1977 mit dem iF Design-Award ausgezeichnet. Die Tische verfügen über vertikal versenkte 8" Diskettenlaufwerke, kleine Kontrolldisplays und geräuschlose Tastaturen. Bei Tandemsystemen sitzt die Kollegin schräg links gegenüber am selben Tisch.

## System-Serien
Jede Serie existiert in verschiedenen Konfigurationen zuzüglich diverser Peripherie wie Vorrechner, Drucker, Datensichtstationen usw.
(Auswahl)
- 960 Kommunikatonsrechner-System (1974)
  - 9692 SBC (Siemens Banken-Computer-System)
- 9660 Bankenterminal
- 970 Datenstationssystem, Einsatz CAD/Banken
- 810 Datenstationssystem (1975)
- 920 Floppy-Disk Datenstationssystem (Datenerfassung) (1976)

Die Datensichtstation (Terminal) 9750 (1981) wird auch aktuell noch unterstützt. Emulationen/plug-ins existieren für MS-DOS (Siemens PC-D-Rechner) bis hin zu Windows 10.